# Напа (река)
На́па (англ. Napa River) — река в округах Напа и Солано, штат Калифорния, США.

## География

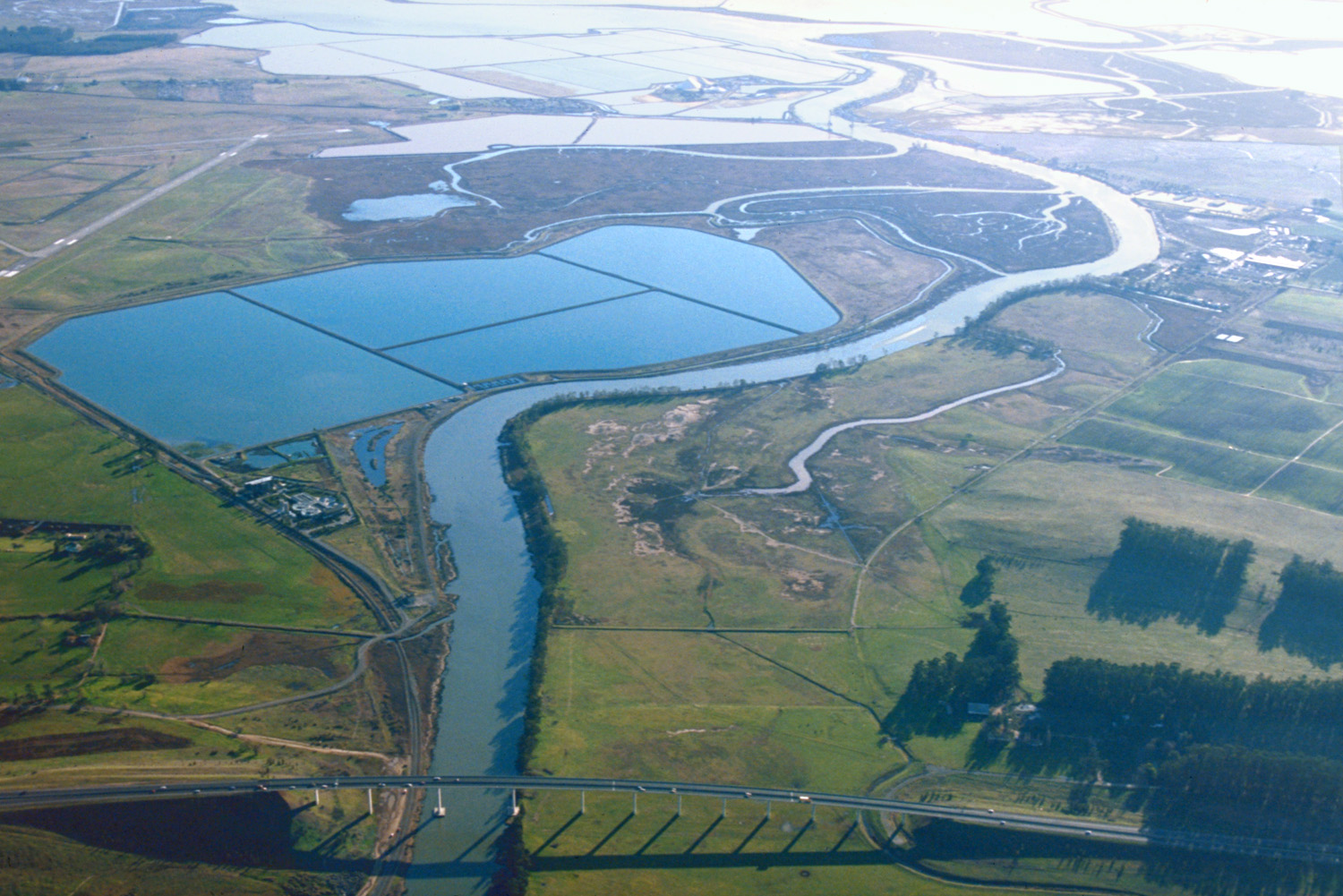
Эстуарий реки Напа ниже города Напа — марши Напа-Сонома.

Напа берёт своё начало на склонах горы Сент-Хелина на территории национального парка Роберт-Льюис-Стивенсон вдали от любых населённых пунктов. Общее направление течения — с севера на юг. Почти на всём своём протяжении питает водами одноимённую долину, известную своим виноградом на весь мир. Длина реки — 89 километров. Средний расход воды — 5,9 м³/с, максимальный — 741,9 м³/с. Площадь водосборного бассейна — 1103 км².
Крупные населённые пункты на реке (от истока к устью): Калистога, Сент-Хелина, Ратерфорд, Оквилл, Яунтвилл, Напа, Американ-Каньон. Ниже города Напа река Напа образует эстуарий, впадает в пролив Каркинес, который является частью залива Сан-Пабло, а тот в свою очередь является частью залива Сан-Франциско. У устья Напы расположен город Вальехо.
Река принимает 47 притоков, крупнейшие из них — Милликен-Крик и Карнерос-Крик.

## Фауна
В Напе в заметных количествах обитают лососёвые: чавыча, микижа, кижуч, кета, нерка; другие рыбы — трёхзубая минога, белый осётр; по берегам селится канадский бобр.

## История
В 1976—1978 годах Фрэнсис Форд Коппола снимал фильм «Апокалипсис сегодня», позднее ставшим культовым. В нескольких сценах река Напа изображала реку Меконг.
В 1986 году на Напе произошло наводнение, в результате которого 3 человека погибли, около 7000 человек были эвакуированы, около 250 домов были уничтожены, ущерб был приблизительно оценён в 100 миллионов долларов. После этого случая в спешном порядке наконец-то был реализован давно готовившийся проект по защите прибрежных поселений от наводнений — проект береговых укреплений на Напе.
В 1992—1993 годах в эстуарии Напы начали встречать медузу Maeotias marginata, которая обитает в Чёрном и Азовском морях, а сюда попала, вероятно, вместе с балластной водой морских судов на стадии полипа или яйца.
В 2011 году Агентство по охране окружающей среды США выделило 1,5 миллиона долларов на восстановление экологии реки Напа.